# Pancho Guzmán
J. Francisco Guzmán Carmigniani, detto Pancho (Guayaquil, 24 maggio 1946), è un ex tennista ecuadoriano.

## Carriera
Ha fatto parte della squadra ecuadoriana di Coppa Davis tra il 1963 e il 1974 ottenendo tredici successi e ventiquattro sconfitte, nei tornei del Grande Slam ha raggiunto il terzo turno due volte sulla terra del Roland Garros nel biennio 1965-66. Durante il Cincinnati Open 1969 è avanzato fino alla semifinale dove è stato sconfitto dall'australiano Allan Stone, nella stessa stagione ha vinto il Jacksonville Open superando Michael Belkin nell'incontro per il titolo.
Durante i V Giochi panamericani ha conquistato due medaglie di bronzo per il suo paese, una nel doppio maschile e una nel doppio misto.